# Johann Rudolph von Ahlefeldt (1775–1848)
Johann Rudolph von Ahlefeldt (* 1. Januar 1775 auf Gut Saxtorff; † 25. November 1848 auf Gut Sehestedt) war ein deutscher Adliger aus dem Geschlecht Ahlefeldt. Er war Gutsherr auf Ludwigsburg, Sehestedt und Saxtorff sowie Ehemann der Schriftstellerin Charlotte von Ahlefeld.

## Leben
Er war der Sohn des Gutsherren, Kammerherren und Landrates Detlev von Ahlefeldt (1747–1796) und dessen erster Frau Heilwig Conradine († 1748) aus dem Hause Eschelsmark.
Nach dem Tod seines Vaters erhielt Ahlefeldt durch einen Fideikommiss 60.000 Reichstaler und das Gut Saxtorff. Dieses ließ er großzügig umbauen und erweitern. Bei einer Reise nach Weimar lernte er seine spätere Ehefrau Charlotte von Seebach (1781–1849) kennen, Tochter des kurhannoverschen Obersts der Kavallerie Alexander Christoph August von Seebach, Gutsherr auf Stedten, und der Albertine Auguste Wilhelmine von Ingersleben. Am 21. Mai 1798 wurde das Paar in Weimar durch den Hofgeistlichen Johann Gottfried Herder getraut.
Die Ehe, aus der die drei Söhne Friedrich (1799–1862), Erich (1800–1853) und Hermann (1806–1855) hervorgingen, war jedoch nicht glücklich. Charlotte trennte sich bereits 1807 von ihrem Mann und zog nach Schleswig, kehrte aber 1810 und 1811 für kürzere Zeit nach Saxtorff zurück. Ab 1821 lebte sie wieder in Weimar.
Am zweiten Weihnachtstag 1847 brannte das Herrenhaus auf Gut Saxtorff ab. Ahlefeldt verstarb im November 1848 und hinterließ ein großes Vermögen. Erbe wurde sein ältester Sohn Friedrich, mittlerweile königlich dänischer Kammerherr und als Deputierter der Ritterschaft Mitglied der schleswigschen Ständeversammlung.